# Ahn Dong-goo
Ahn Dong-goo (tiếng Hàn: 안동구; sinh ngày 2 tháng 11 năm 1993) là nam diễn viên và người mẫu người Hàn Quốc. Anh được biết đến với các vai diễn trong các bộ phim truyền hình Trời đẹp em sẽ đến, Soul Mechanic, Khi gió thổi và Sweet Home: Thế giới ma quái.

## Tiểu sử

### Giáo dục
- Đại học Hanyang (동서울대학교), Khoa sân khấu và điện ảnh – Cử nhân

## Danh sách phim

### Phim
| Năm  | Nhan đề | Vai diễn  | Ghi chú   | Ng.   |
| ---- | ------- | --------- | --------- | ----- |
| 2020 | Subject | Hyun-sung | Vai chính | [ 6 ] |

### Phim truyền hình
| Năm     | Nhan đề                     | Kênh | Vai diễn       | Ghi chú                  | Ng.    |
| ------- | --------------------------- | ---- | -------------- | ------------------------ | ------ |
| 2019    | Khi gió thổi                | JTBC | Kwon Do-hoon   | Vai diễn ra mắt, vai phụ | [ 7 ]  |
| 2020    | Trời đẹp em sẽ đến          | JTBC | Cha Yoon-taek  | Vai phụ                  | [ 8 ]  |
| 2020    | Soul Mechanic               | KBS2 | Noh Woo-jung   | Vai phụ                  | [ 9 ]  |
| 2021–22 | Mùa hè yêu dấu của chúng ta | SBS  | Ga Eun-ho      | Vai phụ                  | [ 10 ] |
| 2021–22 | Snowdrop                    | JTBC | Choi Byung-tae | Vai phụ                  | [ 11 ] |
| 2022    | Quán cà phê luật            | KBS2 | Seo Eun-kang   | Vai phụ                  | [ 12 ] |
| 2023    | Hẹn gặp anh ở kiếp thứ 19   | tvN  | Ha Do-yoon     | Vai phụ                  | [ 13 ] |

### Phim chiếu mạng
| Năm  | Nhan đề                      | Nền tảng | Vai diễn      | Ghi chú        | Ng.    |
| ---- | ---------------------------- | -------- | ------------- | -------------- | ------ |
| 2020 | Sweet Home: Thế giới ma quái | Netflix  | Lee Soo-woong | Vai phụ, mùa 1 | [ 14 ] |
| 2021 | Biển tĩnh lặng               | Netflix  | Nhân viên     | Vai phụ        |        |